# Haemanthus barkerae
Haemanthus barkerae är en amaryllisväxtart som beskrevs av Deirdré Anne Snijman. Haemanthus barkerae ingår i släktet Haemanthus och familjen amaryllisväxter. Inga underarter finns listade i Catalogue of Life.